# エリエール
エリエール（elleair）は、大王製紙が販売を行う家庭用品の商品名。大王製紙を代表するブランドにして、衛生用紙での生産量基準の国内市場占有率（シェア）が約15%で首位にあり、業界のトップブランドでもある。

## 主要商品
「エリエール」ブランドの商品は、ティッシュペーパー・トイレットペーパーのほかにも、ベビー用紙おむつ、大人用紙おむつ、生理用品、ペット用品など幅広い生活用品がラインナップされている。派生ブランドとして「GOO.N（グ〜ン）」、「アテント」、「elis（エリス）」等が著名だが、商品パッケージには「エリエール」のブランドも併記されている。また、家庭用品だけでなく、業務用紙加工製品も販売している。
また、2015年8月にブランドロゴを変更したことに伴い、同年9月以降に発売した新製品やリニューアル品、一部の既存品で新ブランドロゴへの移行を開始している。商品によっては正面はカタカナロゴのみを変更し、側面などの別の場所にエアーエンブレム・英字ロゴ付のロゴマークを表記している。なお、「エルフォーレ トイレットティシュー」はブランドロゴ変更に伴い、側面に「エリエール」のブランドロゴ（エアーエンブレム・英字ロゴ付）が新たに表記された。
2017年4月3日、日清紡ホールディングスの紙製品事業を担う日清紡ペーパープロダクツの全株式を大王製紙が譲り受け、同日付でダイオーペーパープロダクツに商号変更。2018年1月、にダイオーペーパープロダクツの営業部門が大王製紙へ統合された。これらにより、「コットンフィール」や「シャワートイレのためにつくった吸水力が2倍のトイレットペーパー」などが「エリエール」ブランドに組み込まれるようになった。
以下に記載の製品は2023年11月現在、販売中。◎印は旧「NISSINBO」ブランドで発売されていた製品。

### ベビー用品
- GOO.N（グ〜ン）（2002年に「エリエールフレンド」からブランド変更[6]） - 名称の由来はGood.Nappy。
  - プラス 敏感肌設計（テープタイプ紙おむつ） - 2020年10月発売。表面シートに「エリエール 贅沢保湿」と同じ保湿成分（グリセリン、コラーゲン、ヒアルロン酸）を配合。サイズは生まれてすぐの赤ちゃん用3Sからテープタイプでは珍しいBIGサイズまで6サイズを揃えている。
  - プラス 肌快適設計パンツ（パンツタイプ紙おむつ） - 2020年10月発売。表面シートに「エリエール 贅沢保湿」と同じ保湿成分（グリセリン、コラーゲン、ヒアルロン酸）を配合。
  - ぐんぐん吸収パンツ（パンツタイプ紙おむつ） - 2017年11月にテープタイプの「はじめての肌着」とパンツタイプの「やわらかパンツ」がリニューアルされ、「まっさらさら通気」に名称を統一。2020年10月にラインナップをパンツタイプのみに絞り、ディズニーキャラクターを採用して全面リニューアル。2023年10月に製品名を変更するとともに、MとLは「くまのプーさん」、BIGとBIGより大きいサイズは「ミッキー&フレンズ」にデザインを刷新して再度リニューアルされた。
  - 12時間ぐんぐん吸収パンツ（パンツタイプ紙おむつ） - 2023年3月発売。
  - スーパーBIG - 大人用とベビー用の中間サイズ（体重15〜35kg対応）。紙おむつはテープタイプとパンツタイプがあり、2010年3月からは中間サイズ紙おむつ専用パッド「安心吸収パッド」がラインナップされている。2016年4月に全製品リニューアルされた。
  - スイミングパンツ（水遊び用紙おむつ） - 2003年6月発売（当初はトイザらス先行発売だった）。当時、紙おむつとしては日本初となる水遊び対応（吸水ポリマー非採用のため、通常の紙おむつとしての使用は不可）。2018年4月に大容量パックの12枚を追加発売。2021年3月にリニューアル。男女共用（ユニセックスデザイン）となり、ミッキーマウス&ミニーマウスデザインへ変更。少数パックの入数が3枚から4枚に増量された。
  - おむつバイバイ♪トレーニングパッド - 2019年11月に「安心トレーニングパッド」のパッケージと剥離紙のデザインを変更し、改名してリニューアルされた。
  - ナイト - 2019年11月に従来の「おやすみ用 夜1枚安心パッド」に立体平面ギャザーを採用、子供のモデルを使用しないパッケージデザインへ刷新して「ナイトキッズパッド」に改名するとともに、下着サイズに合わせて2サイズの展開した夜用パンツ2種類（ナイトキッズパンツ・ナイトジュニアパンツ）を発売し、「グ〜ン ナイト」としてシリーズ化された。
  - プラス 汚れすっきりおしりふき - 2022年3月発売。
  - 肌にやさしいおしりふき - 2007年9月発売。2021年10月に単品で使用可能は個包装パックに変更し、ディズニーツムツムデザインへ全面刷新してリニューアルされた（リニューアルに伴って廃止された本体容器へ詰替えて使用することも可能）。

### 生理用品
- elis（エリス）

※製品ラインナップは詳細記事を参照

### 介護用品
- アテント（2007年にP&Gよりブランド買収）

※製品ラインナップは詳細記事を参照

### 吸水ケア（軽い尿もれ用）用品
- ナチュラ さら肌さらり - 2022年4月に「アテント」の吸水ケア用品の一部アイテムを統合してリニューアルされ、従来の吸水量から症状と長さで選択可能なラインナップに刷新された。
  - おまもり吸水ライナー - 2022年4月に「吸水パンティライナー」から「軽やか吸水パンティライナー」へ改名。2023年4月に17cm 3ccを追加発売。同年10月にパッケージ変更と同時に再改名するとともに、「よれスッキリ吸水ナプキン[せき・くしゃみのときのおまもりケア]」として発売されていた20.5cm 15ccをラインナップに組み込んだ。
  - コットン100% おまもり吸水ライナー - 2022年4月に「コットン100% 吸水パンティライナー」から「コットン100% 軽やか吸水パンティライナー」へ改名。2023年4月に17cm 3ccを追加発売。2023年10月にパッケージデザイン変更と同時に再改名するとともに、「コットン100% よれスッキリ吸水ナプキン[せき・くしゃみのときのおまもりケア]」として発売されていた20.5cm 15ccをラインナップに組み込んだ。また、17cm 5ccには、文字要素を必要最低限に留めたベージュのパッケージとブラウンの個包装が採用された「シンプルデザイン」が追加発売された（同年3月に直営オンラインショップとLOHACOで先行発売され、同年10月に店頭販売が開始された）。
  - よれスッキリ吸水ナプキン - 従来の「吸水ナプキン」から改名。リニューアル当初は3つの症状全てを網羅した全10種類が発売されていたが、2023年10月に一部製品が「ちょこっと吸水ナプキン」・「夜つけて朝あんしん吸収パッド」への移行や製造終了となった為、[せき・くしゃみのときのおまもりケア]は2022年4月のリニューアル時に追加発売された20.5cm ロング2種類（5cc、10cc）のみに、[急なときでもちょこっとケア]は2022年4月のリニューアル時に追加発売された24cm ロング 30ccと26cm ロング 50ccのロングタイプ全4種類に集約された。
  - ちょこっと吸水ナプキン - 2023年10月に「よれスッキリ吸水ナプキン[急なときでもちょこっとケア]」として発売されていた20.5cm 30cc、24cm 50cc、26cm 65ccの3種類のパッケージデザインを変更と同時に改名してリニューアルされた。
  - コットン100% ちょこっと吸水ナプキン - 2022年4月に「コットン100% 吸水ナプキン」から「コットン100% よれスッキリ吸水ナプキン」へ改名、2023年10月に[急なときでもちょこっとケア]2種類（20.5cm 30ccと24cm 50cc）のパッケージデザイン変更と同時に再改名するとともに、文字要素を必要最低限に留めたベージュのパッケージとブラウンの個包装が採用された「シンプルデザイン」が追加発売された（同年3月に直営オンラインショップとLOHACOで先行発売され、同年10月に店頭販売が開始された）。
  - 夜つけて朝あんしん吸収パッド - 2023年10月発売。従来発売されていた「よれスッキリ吸水ナプキン」と「超吸収さらさらパッド」それぞれの[多くても余裕のパワフルケア]4種類（26cm 85cc、29cm 130cc、33cm 180cc、36cm 210cc）を引き継ぎ、20.5cm 30ccと24cm 50ccを加えた6種類に拡充。ブランド初の夜用製品となった。

### ティシューペーパー
2015年10月に「エリエール ティシュー（箱）」がリニューアルされた際、シートの大きさはそのままで外箱の大きさをコンパクト化（幅・奥行ともにコンパクト化）しており、そのほかの箱入ティシューペーパーもブランドロゴの変更に合わせ、外箱の奥行が5mmコンパクト化された。
製品名に記している（P）はポケットタイプが設定されている製品。
- エリエール 贅沢保湿（P） - 2022年9月に箱（200組）が約6年ぶりにリニューアルされ、保湿成分を含むローションに「なめらか成分」を加えた「うるおいバリア製法」が採用された。2023年1月には一度製造を終了していた「メントール」をポケットタイプのみ復活発売した。
- エリエール +Water（P） - 2010年10月発売。2021年3月にはフィルム包装とし、入数を120組とした「ソフトパック」を追加発売した。
- エリエール コットンフィールティシュー（P）◎ - 2023年3月に柔軟剤処方の改良を行うとともに、パッケージデザインを刷新してリニューアルされた。
- エリエール ティシュー（P） - 2015年10月のリニューアルに合わせて、水に流せる仕様のポケットタイプを追加。2021年10月に自然由来の柔軟剤を配合し、パッケージデザインを変更してリニューアルされた。2023年8月には160組×8個入りのソフトパックが発売された（ソフトパックは北海道では未発売）。
- エリエール北海道 - グループ会社の赤平製紙が製造を行い、売上の一部は北海道の「ほっかいどう未来チャレンジ基金」へ寄附される大容量シリーズ。北海道限定発売。
  - しっとりティシュー なまらたっぷり - 2022年10月発売。箱の高さを「贅沢保湿」と同じとしつつ、入数を1.2倍の240組とした保湿系スペシャルティシュー。
  - ティシュー なまらたっぷり - 2021年10月発売。入数を「i:na ティシュー」2箱分となる300組としたスタンダードティシュー。
- エリエール i:na（イーナ）
  - ティシュー - 北海道では別デザイン品が発売されている。また、通常品（150組）の約1.5倍となる220組の大容量とした「たっぷり使える」を設定している。
  - ソフトパックティシュー - 2019年11月発売。外装フィルムに植物由来原料を配合したフィルムを使用した国内製造のソフトパック入りティシュー。また、コンパクト化や縦並びとすることでティシューでは珍しい1パック10個の大容量を実現している。2023年1月には既存品（150組）の約1.3倍となる200組に大容量化された200組6個パックが追加発売された。なお、北海道では未発売となる。
  - petit（プチ）ティシュー - 2021年10月発売。ティシューのシート幅を短くすることでボックスをコンパクト化し、かつ、箱入ティシューでは珍しい7個パックとしている。東北〜近畿エリア限定となる。
- エリエール オーデュス（P）◎ - 水洗式便所へ流すことが可能なタイプ。ボックスタイプも発売されていたが、2018年2月にパッケージデザインがリニューアルされたポケットタイプのみの設定。

### トイレットティシュー
- エリエール トイレットティシュー

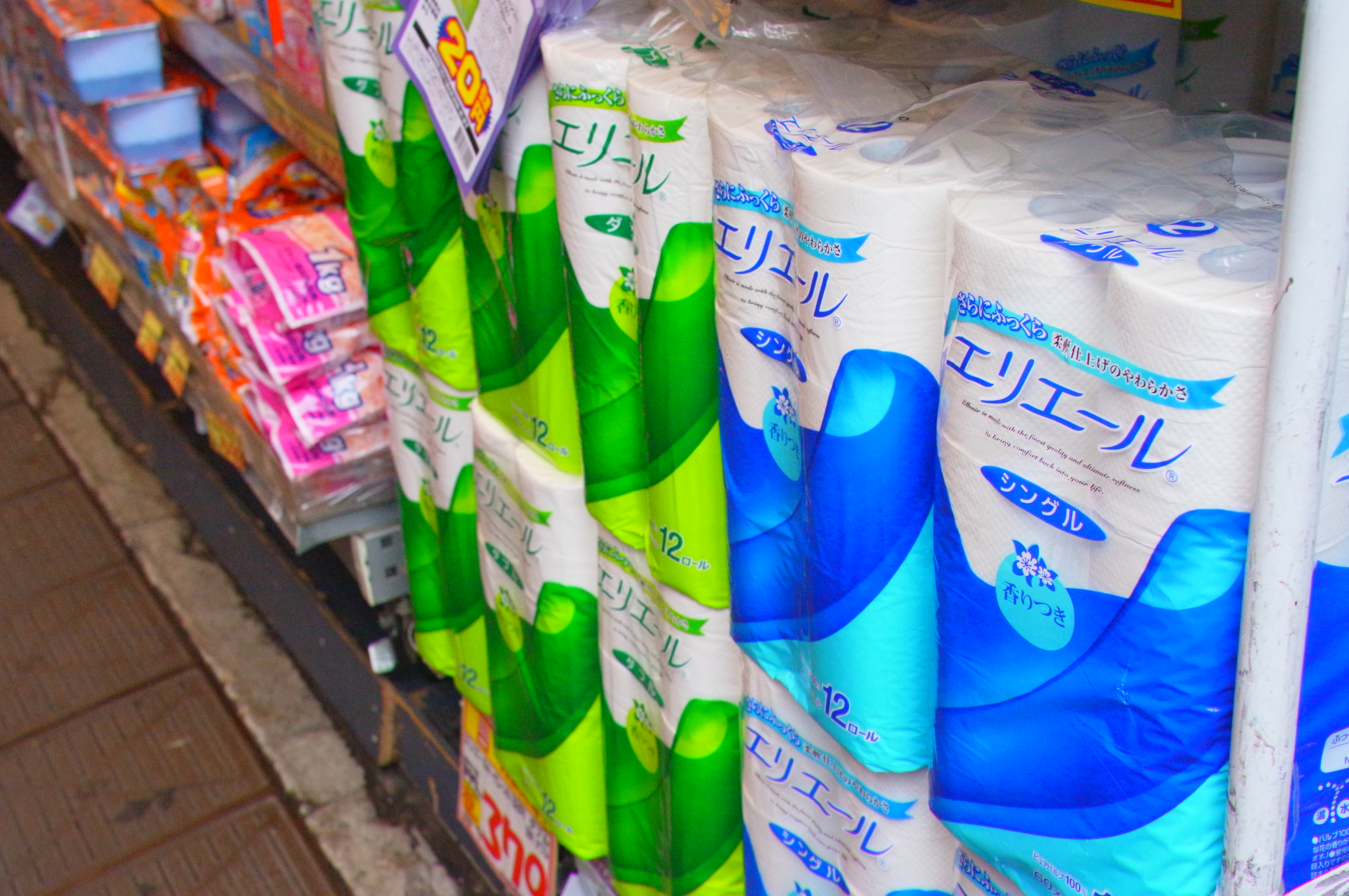
トイレットティシュー
※写真は2015年7月以前の仕様

- エリエール フラワープリント - 2007年2月発売（なお、発売当初は首都圏のみで、それ以外の東日本地区は同年4月、西日本地区は同年6月より順次発売）。2011年9月に1.5倍巻き（37.5m）タイプの「コンパクト 8ロール」が追加発売された。
- エリエール リーフプリント - 2007年9月に「エリエール ナチュラルプリント」として発売。
- エリエール 消臭+ トイレットティシュー - 2013年3月発売。2018年9月の改良時に既存品は「しっかり香るフレッシュクリアの香り」の香調名が付き、「ほのかに香るナチュラルクリアの香り」が追加発売。2022年4月に防臭コート成分が配合され、残香性を向上してリニューアルするとともに、「しっかり香るフレッシュクリアの香り」には、1.5倍巻（37.5m）・8ロールの「コンパクト」に加え、「コンパクト」と同じ1.5倍巻で12ロールとした「たっぷり長持ち」が追加発売された。
- エリエール シャワートイレのためにつくった吸水力が2倍のトイレットペーパー◎ - 2019年春に改良され、1カットの縦の長さを5mm短く（230mm→225mm）して、長さを2m長く（12カット増）したことで、「エリエール 消臭+ トイレットティシュー」・「エリエール フラワープリント」・「エリエール リーフプリント」と同じ長さとなる1ロール25m（112カット）となった。なお、2021年11月に発売当初から「エリエール」ブランドで発売されていた「エリエール シャワートイレットティシュー」が製造終了となり、本製品へ集約された。
- エリエール北海道 トイレット - 2022年10月発売。北海道限定発売の長巻きタイプ。「ダブル なまらたっぷり 2.2倍巻」と芯に消臭成分と香料を配合した「消臭 なまらたっぷり 2倍巻」の2種類がある。
- エリエール i:na（イーナ）トイレットティシュー - 2014年4月発売。2倍巻（シングル100m、ダブル50m）タイプ。2019年4月にはフラワープリントが施されたダブル46m仕様の「プリント」、2021年10月にはシャワートイレ用トイレットペーパーでは初となる2倍巻タイプ（ダブル46m仕様）の「シャワートイレ用」、2022年4月にはダブルで80m、プリントで75mとした3.2倍巻を順次発売した。
- エルフォーレ トイレットティシュー - 2023年3月に原材料をリサイクルパルプからFSC認証紙を使用したピュアパルプ100%に変更してリニューアルされた。
- エルヴェール トイレットティシュー - 原材料にリサイクルパルプを使用し、芯を無くした長巻きタイプ。170mの「ロング」と200mの「スーパーロング」の2種類がある。

### キッチンペーパー・キッチンタオル
- エリエール 超吸収キッチンタオル - 4種類の長さ（標準・1.4倍巻・2倍巻・2.4倍巻（2023年4月発売））あるロールタイプの他に、シートタイプも展開している。シートタイプは後述の「ラクらクック」シリーズのリニューアルに合わせ、2021年9月に取り出し口を改良してリニューアルされた。ロールタイプには無漂白タイプもあり、2023年10月に2倍巻となってリニューアルされた。
- エリエール ラクらクック
  - ペーパーふきん - 2021年9月発売。ふき掃除用。
  - キッチンペーパー - 2007年9月発売。調理用。当初は150組（300枚）だったが、2010年3月のリニューアルで100組（200枚）に減容している。2021年9月に取り出し口を改良し、パッケージデザインを変更してリニューアルした。
  - パパッと手軽に使えるキッチンペーパー - 2021年8月発売。調理・ふき掃除兼用のコンパクトタイプ。3個入または5個入のパック形態での展開。
- エリエール北海道 キッチンタオル なまらたっぷり2.4倍巻 - 2022年10月発売。
- エリエール ピーチ キッチンタオル◎
- エリエール ピーチパフィー キッチンタオル◎ - 地域限定発売（このため、エリエールの商品情報サイトには未掲載）

### ペーパータオル
- エリエール plus+キレイ（プラスキレイ）
  - ペーパータオル コンパクトタイプ - お手ふき・拭き掃除用ダブルシートタイプ。2021年8月に3個パック・5個パックから発売され、その翌月に1個（200組）のバラ包装も発売された。
  - すっきりお手ふきタオル - お手ふき用シングルシートタイプ。2011年7月に「エリエール すっきりお手ふきタオル」として発売されていたが、2021年9月に取り出し口を改良し、「plus+キレイ」シリーズに組み込まれ、パッケージデザインを刷新してリニューアルされた。
  - ハンドタオル - お手ふき・お口ふき用ダブルシートタイプ。2017年4月に「ペーパーハンドタオル」として発売し、2020年11月にボックスタイプを追加発売。2021年9月にフィルムタイプの取り出し口を改良し、従来ラインナップしていた120組を廃止して200組のみに集約し、ボックスタイプと共にパッケージデザインを変更してリニューアルされ、製品名が変更された。
- エルヴェール ペーパータオル
  - エコスマート シングル - リサイクルパルプを使用したフィルム包装の手拭き・清掃用。
  - 紙包装 シングル - 2022年9月発売。これまで、業務用をメインに発売されていた「エルヴェール」ブランド初となる家庭専用製品。外装を撥水性のある紙素材に変更した手拭き・清掃用。

### ウエットティシュー
ボックスタイプの容器は「除菌できるアルコールタオル」・「Puana」共通となっているため、つめかえ用は互換性がある。
- エリエール 除菌できるアルコールタオル - 1997年発売。ボトルタイプは本体100枚、つめかえ用80枚（2個パック・3個パックの設定あり）、携帯用は10枚と32枚（2011年3月発売）、ボトルタイプ4本分相当の大容量サイズ（400枚）があり、携帯用10枚には3個パック、携帯用32枚には2個パック（2014年4月発売）がある。2021年10月にボトルタイプの取り出し口を改良するなど、既存品のパッケージデザインを順次リニューアルされ、ボックスタイプ（本体42枚/つめかえ用3個パック/つめかえ用8個パック/つめかえ用10個パック。つめかえ用は本体と同じ枚数）が新たに発売された。
  - ウイルス除去用 - 2011年9月発売。既存の「除菌できるアルコールタオル」にポリアミノプロピルビグアニドを追加配合したもの。入数は「除菌できるアルコールタオル」よりも少なく設定されている（ボトルタイプ80枚、つめかえ用70枚、携帯用30枚（ただし、携帯用10枚は「除菌できるアルコールタオル」と同数、2014年4月には30枚2個パックを追加）、大容量320枚）。2021年10月にボトルタイプの取り出し口を改良するなど、既存品のパッケージデザインを順次リニューアルされ、ボックスタイプ（本体40枚/つめかえ用3個パック/つめかえ用8個パック/つめかえ用10個パック。つめかえ用は本体と同じ枚数）が新たに発売された。
  - 抗菌成分プラス - 2021年10月発売。グレープフルーツ種子エキスとユーカリ葉エキスを抗菌成分として配合。ボトルタイプ・ボックスタイプ共に展開されていたが（枚数は「ウイルス除去用」と同数）、「超 除菌できるアルコールタオル」の発売に際して、2025年3月にボトルタイプの製造を終了。携帯用は30枚のみ。
  - 食卓テーブル用 - 2011年7月に「除菌できるウエットタオル 食卓テーブル用」として発売。70枚。2022年10月にパッケージデザインと製品名を変更してリニューアルされた。
  - 食卓テーブル用EX - 2022年10月発売。34枚。99.99%除菌に加え、グレープフルーツ種子エキスとユーカリ葉エキスを抗菌成分として配合し、防臭効果も付与した超大判・厚手タイプ。
  - 流せるタイプ - 2022年10月発売。水解性不織布を使用し、消臭効果を付加したトイレ用。幅広フラップシールを採用した30枚の3個パック形態のみ。
- エリエール 除菌できるノンアルコールタオル - 2018年9月発売。一度製造を終了していたが、2023年10月に復活発売。復活発売に際し、天然由来成分をリモネンからグレープフルーツ種子抽出エキス+アロエエキスに変更、不織布をナチュラルプレーンから杉綾模様に変更する改良が行われ、本体はボトルタイプからボックスタイプに変更して、つめかえ用は1個・2個パック・3個パックから3個パック・8個パック・10個パックに大容量化された。また、復活発売の際、携帯用32枚も新たに発売された。
- エリエール 超 除菌できるアルコールタオル - 2025年5月発売。「ウイルス除去用」と「抗菌成分プラス」の成分を一緒にして配合。シートは厚手タイプ。ボトルタイプのみで、本体70枚、つめかえ用60枚（2個パック・3個パックの設定あり）がある。
- エリエール 薬用消毒できるアルコールタオル【指定医薬部外品】 - 2013年3月発売。塩化ベンザルコニウムを配合。ボトルタイプ（本体80枚/つめかえ用70枚）と携帯用（28枚）がある。2021年10月にパッケージデザインを変更してリニューアルされ、ボトルタイプ本体は取り出し口が改良された（製造販売元：エリエールプロダクト）。
- エリエール Puana（ピュアナ） ウエットティシュー - 2019年11月発売。当初はボックスタイプの本体とつめかえ用（3個パック・8個パック）を展開していたが、2020年4月に携帯用を追加発売した。2022年4月に「除菌99.99% アルコールタイプ」を一部店舗限定品に移行し、「純水99%」と「除菌ノンアルコール」をリニューアルしてノンアルコールタイプへ移行。保湿成分を配合するとともに水分量をアップ。パッケージに「くまのプーさん」がデザインされた。なお、「純水99%」はリニューアルに伴って化粧水に分類されるようになった。
- エリエール ウエットティシュー 純水タイプ 贅沢保湿 - 2023年10月発売。「エリエール 贅沢保湿ティシュー」と同じ保湿成分が配合されたノンアルコールタイプ。ボックスタイプのみで、つめかえ用は3コパックと8個パックを設定。携帯用も設定されている。

### お掃除用品
- キレキラ!
  - バスルームクリーナー 徹底キレイ ウエットシート - 2022年10月発売。フロア用ワイパーに取り付けることで天井や壁の高い所にも安全に掃除可能とした浴室専用シートクリーナー。シートのみでの使用も可能である。
  - ルームクリーナー 徹底キレイ おそうじクロス - 2021年10月発売。ボトル入りのお掃除用シート。つめかえ用も設定されている。
  - キッチンクリーナー 徹底キレイ おそうじシート - 2021年10月発売。単品で使用可能なシール付パック仕様。入数を増やした「Light」も用意されている。2023年4月には消臭剤とマスキング香料を配合し、生ごみ用ごみ袋に捨てて密封したときに生ごみのニオイ抑制効果が付与された「捨てるだけで生ゴミ消臭」が追加発売された。
  - ワイパー 徹底キレイ - 2017年10月発売。ヘッド裏は着脱式になっており、水洗い可能である。
  - ワイパー 徹底キレイ ウェットシート - 2017年10月発売。2021年10月に香り付きから無香性に変更し、1枚両面12畳まで対応とし、入数を増やした「Light」を追加。2022年12月にはダニが嫌がる成分を配合した「ダニよけPlus」が追加発売された。
  - ワイパー 徹底キレイ ドライシート - 2017年10月発売
  - トイレクリーナー 1枚で徹底おそうじシート - 2015年9月に「キレキラ! 1枚で徹底トイレおそうじシート」として発売。2017年10月のリニューアル時に同年4月に発売された「キレキラ! 目に見えない汚れまで徹底トイレおそうじシート ナノEX」と同じ素材（セルロースナノファイバー）を配合したシートに改良、2020年9月のリニューアル時にに薬液の処方改良と繊維配列の変更により強度を向上。2022年4月のリニューアルではウイルス除去機能を加えるとともに、本体は容器の高さと厚みを減らしてコンパクト化。つめかえ用は外装を紙素材に変更した。香りは「クリーンフローラル」、「ハッピーローズ（2016年9月発売）」、「シトラスミント（2017年6月に数量限定品として発売し、同年10月のリニューアルでレギュラー化される）」の3種類。2023年4月にはつめかえ用に「香りが残りにくい無香性」を追加。同年6月には既存の3倍量となる大容量パックの60枚が追加発売された。
- エリエール ミチガエル トイレクリーナー - 2008年9月発売。「キレキラ!」発売後もブランドロゴを3代目に変更する仕様変更を受けながら継続販売されている。2023年にエンボスシートの変更により汚れ落ち性能を高める改良が行われた。

### マスク
- ハイパーブロックマスク - 2009年10月に「パーフェクトブロックマスク」として発売され、2014年9月の新製品発売に伴い、現在の製品名に改名。発売当初から海外の協力工場で生産されていたが、2020年4月に子会社のエリエールプロダクトに最新鋭の生産設備が導入され、同年7月に設備の増強により一般向けの製造を開始したことで国内製造（内製）化された。
  - Zutto（ずっと） - 2020年7月に「ウイルスブロック」の製品名で一部店舗限定で発売を開始し、生産設備の増強により安定供給が可能になったことから、同年12月に製品名「ウイルス飛沫ブロック」に改名すると同時に、ふつうサイズに加えて小さめサイズを追加して2サイズで本格発売された。また、入数も袋包装の7枚に加え、2021年1月には箱包装の30枚が追加発売された。2022年10月に耳掛け部の不織布を改良し、後述する「ムレ爽快」や「エリカラ」と同じシルエットに変更。マスクの日本産業規格である「JIS T9001」適合番号を取得して全面リニューアルされ、製品名が再度変更された。
  - ムレ爽快 - 2021年5月発売。高通気性素材を使用し、口元にワイヤーを追加。サイズはふつうサイズと小さめサイズの2種類を設定し、入数は袋包装の7枚と箱包装の30枚を設定する。2023年4月に耳掛け部の不織布の改良が行われ、「Zutto」や「贅沢保湿」とパッケージデザインを統一してリニューアルされた。
  - ムレ爽快カラーズ - 2022年4月発売。「ムレ爽快」のカラーマスク仕様で、カラーはアイスブルーとラベンダーの2色。サイズ・入数は「ムレ爽快」と同一である。
  - 贅沢保湿 - 2022年10月発売。不織布の内側に保湿成分を塗布した保湿タイプ。サイズはふつうサイズと小さめサイズの2サイズで、入数は発売当初6枚（袋）のみだったが、2023年1月に箱包装の20枚が追加発売された。
  - エリカラ - 2021年11月（一部の販売店から順次販売を開始）に「リラックス&カラフルマスク」を略した「リラカラ」として発売。発売当初、カラーはローズ、ピンクベージュ、グレーの3色、サイズはふつうサイズのみ、入数は30枚（箱）のみだったが、2022年2月に小さめサイズを追加し、遅れて新色のナチュラルホワイトを追加。同年8月にマスクの日本産業規格である「JIS T9001」適合番号を取得し、製品名を「エリエールのカラーマスク」を意味する「エリカラ」に改名してパッケージリニューアル。併せて、小容量の7枚（袋）が追加発売された。同年12月には30枚（箱）のみ、新色のくすみピンクとリッチグレーの2色を追加。また、一部店舗及び公式オンラインショップ限定でくすみブルー（30枚（箱）・ふつうサイズのみ）も設定されている。
  - かお・スマ - 2022年6月発売。立体形状のダイヤモンド型タイプ。当初は一部販売店にてピンクベージュとローズの2色展開で20枚（箱）のみだったが、同年12月にマスク本体と耳掛けが異なる色としたツートーンタイプ（6枚のみ）を追加発売し、本格展開を開始。2023年10月にピンクベージュとローズに6枚（袋）を追加発売するとともに、6枚（袋）にリッチグレーとミルキーホワイトが追加された。
  - ジュニアサイズ - 2020年12月に「中・高学年サイズ」として発売。「ウイルス飛沫ブロック」と同じ構造を採用しつつ、口元に当たる部分にマウスバー（快適ワイヤー）を追加し、耳掛け部を太めのソフト耳ひもとした9〜12歳用で、入数も他の「ハイパーブロックマスク」シリーズよりも少ない5枚入りとなる。2021年9月に箱包装の20枚を追加発売すると同時に名称が変更された。

### 汗ふきシート
- エリエール ドデカシート - 2011年7月に「エリエール for MEN おしぼり感覚でゴシゴシふけるドデカシート」として発売。2015年4月のリニューアルで現在の名称となる。

### ペット用品
- Pet キミおもい - 2023年9月にこれまでの「エルル」を全面刷新・発展させたペット用品ブランド。
  - のびのび動けるアクティブウェア
  - おうちくつろぎリラックスウェア
  - たっぷり吸収パワフルシート
  - パワフル消臭・抗菌 システムトイレ用猫砂
  - パワフル消臭・抗菌 システムトイレ用シート - 「エルル 超消臭システムトイレ用シート」の後継製品。従来品相当の「1週間交換」に加え、「3〜4日交換」と「複数ネコ用」が加わり3種類となった。
  - カチッと固まるネコ砂
  - おしっこチェックできる固まる紙のネコ砂 - 「エルル」では「おしっこチェックもできちゃうサンド」として発売されたことがあり、それ以来の復活となる。
  - 肌にやさしいウエットティシュー - 「純水99%」と「ノンアルコール除菌」の2種類を設定。3個パック包装のみ。
  - 汚れもニオイもからめとる 全身すっきりシート
  - 汚れもニオイもからめとる 徹底キレイおそうじシート

### 病院・施設向け製品
- エリエール サージカルマスク
- エリエール サージカルマスク スマートタイプ

### 業務用紙製品
- エリエール ティシュー
- エリエール トイレットティシュー
- エリエール i:na トイレットティシュー - 家庭用よりもデザインがシンプルとなっている。
- エリエール ペーパータオル - スマートタイプの一部仕様については、100円ショップを中心に店頭でも販売されている。
- エリエール ディスペンサー
- エリエール ミートペーパー
- エリエール ドリップペーパー
- エリエール マルチペーパーロール
- エリエール キッチンパートナー プロ仕様
- エリエール 厨房用マルチクロス
- エリエール プロワイプ - 産業用ワイプ
- エリエール ふんわり吸水タオル

## 沿革
1979年（昭和54年）、大王製紙は「エリエールティッシュー」の販売を開始した。クリネックス（十條キンバリー）、スコッティ（山陽スコット）（両社とも現：日本製紙クレシア）・ネピア（王子製紙）などの大手メーカーの先発ブランドがある中での進出であったが、巧みな広告戦略が実り、7年後の1986年（昭和61年）にはシェア首位にまで拡大した。品種も、ティッシュペーパーの半年後にトイレットペーパー、1980年（昭和55年）に紙おむつ、1981年（昭和56年）にタオルペーパー、1982年（昭和57年）に生理用ナプキンと、順次拡大していった。

### 年表
- 1979年（昭和54年）4月1日 - 「エリエールティシュー」販売開始[7]。
- 1980年（昭和55年） - ベビー用紙おむつ「ウォーキーウォーキー」（現：GOO.N（グ〜ン））の販売開始[8]。
- 1982年（昭和57年）7月 - 生理用ナプキン「シルキッシュミニ」（現：エリス）販売開始。
- 2007年（平成19年）9月1日 - P&Gより紙おむつブランド「アテント」を取得、大王製紙による販売を開始[9]。
- 2011年（平成23年）
  - 1月4日 - タイにおいて、現地の消費財流通大手のサハグループと合弁で「エリエール インターナショナル タイランド」（ELLEAIR INTERNATIONAL（THAILAND） CO.,LTD.）を設立。2012年（平成24年）1月より現地工場でベビー用紙おむつの製造を開始予定[10]。
  - 4月1日 - 「エリエール Elulu（エルル）」の販売を開始し、ペット用品事業参入[11]。
- 2020年（令和2年）12月1日 - 無料会員サービス「クラブエリエール」を開始。登録したアカウント一つで、各種キャンペーンの応募コミュニティサイトへの参加や公式ECサイト「エリエールオンラインショップ」へのログインが可能となり、2つのコミュニティサイト（グ〜ンのわ・けあのわ）への参加も可能となる[12]。
- 2023年（令和5年）9月22日 - 「エリエールPet キミおもい」販売開始[13]。「エリエール Elulu」で取り扱っていた猫システムトイレ用シートや「エリエール Elulu」以来の復活となる犬用ペットシーツとノーマルトイレ用猫砂に加え、システムトイレ用猫砂・犬用おむつ・ウエットシートを追加し、ペット用品事業を本格展開化。

## ブランド名の由来
「エリエール」の由来はフランス語の女性名詞である「エル=elle」と風を意味する「エール=air」を組み合わせ、「風の妖精」という意味を込めたものである。

## その他
- 大王製紙エリエールレディスオープン - 大王製紙が主催社として行われているJLPGA公式ゴルフトーナメント。年間女王や翌年のシード権の行方を左右する公式競技最終戦に位置付けられている（その翌週に行われるJLPGAツアーチャンピオンシップリコーカップは今シーズンのツアー優勝者やメルセデス・ランキング上位者など出場資格があるため、出場資格がない選手はこの大会で今シーズンを終えることとなる）。
- 24時間テレビ 「愛は地球を救う」 - 日本テレビが年に1回放送しているチャリティー番組。「エリエール」名義でスポンサーとして参加している。
- エリエールフーズ - 2011年に大王製紙グループを離脱した外食事業者。「エリエール」をファミリーレストランの屋号としていたが、現存するのは高松空港店のみ。1989年の開港時に開業した同店に初代ロゴが残っていたが、2024年のリニューアルで姿を消した。
- 秘密結社鷹の爪 鷹の爪GO 〜美しきエリエール消臭プラス〜 - 「エリエール消臭プラス」が発売された、2013年に劇場公開された『秘密結社鷹の爪』の劇場版第5弾。サブタイトルの命名権を大王製紙が購入したため、このタイトルとなっている。また鷹の爪団が総出演した本製品のCMも製作された。

## 提供番組
現在
- ニンゲン観察バラエティ モニタリング（TBS系）※21時台ナショナルスポンサー。2022年4月より提供開始。
- 土曜はナニする!?（カンテレ制作・フジテレビ系） ※2023年10月より提供開始。週により前半枠・後半枠どちらかに提供。
- 笑点（日本テレビ系）[15]
- 24時間テレビ 「愛は地球を救う」[16]（日本テレビ系）

過去
- 関西テレビ制作火曜夜10時枠の連続ドラマ（関西テレビ制作・フジテレビ系）
- ネプ&イモトの世界番付（日本テレビ系）
- マツコ会議（日本テレビ系）
- シューイチ（日本テレビ系）※後半ナショナルスポンサー。
- 人生が変わる1分間の深イイ話（日本テレビ系）
- ヒルナンデス!（日本テレビ系）※隔日・13時台前半ナショナルスポンサー。
- 情報プレゼンター とくダネ!（フジテレビ系）※金曜・後半ナショナルスポンサー。
- ちびまる子ちゃん（フジテレビ系）
- 世界の何だコレ!?ミステリー（フジテレビ系）
- VS嵐（フジテレビ系）
- 新報道2001（フジテレビ系）
- はねるのトびら（フジテレビ系）
- にじいろジーン（カンテレ制作・フジテレビ系）
- たけしの健康エンターテインメント!みんなの家庭の医学（ABC制作・テレビ朝日系）
- 和風総本家（テレビ大阪制作・テレビ東京系）
- 開運!なんでも鑑定団（テレビ大阪）